# Zwanenzang (Koppel)
Zwanenzang (Svanesang) is een compositie van de Deense componist Anders Koppel uit 1987. Het werd geschreven voor altsaxofoon, harp en strijkorkest.
Koppel gaat met deze compositie verder in de lijn van ontwikkeling volgend op zijn eerste en tweede saxofoonconcert. Het is een puur klassiek werk in de stijl van een moderne jazzballad. De combinatie van de twee solopartijen, saxofoon en harp, zorgt voor zeer melodieus geheel.
Zwanenzang is een van Koppels kortere werken: het duurt slechts 3½ minuut. Oorspronkelijk werd het geschreven als titelmuziek voor een hoorspel van Niels Holgerson's Wonderful Journey van Selma Lagerlöf. Het is dus niet zijn zwanenzang.

## Orkestratie
- altsaxofoon, harp
- strijkinstrumenten

## Discografie
- Uitgave Dacapo (tevens bron)